# Worlds Collide 2020
Worlds Collide (2020) was een professioneel worstelshow en WWE Network evenement dat georganiseerd werd door WWE voor hun NXT en NXT UK brands. Het was de 2e editie van Worlds Collide en vond plaats op 25 januari 2020 in het Toyota Center in Houston, Texas.

## Matches
| Nr. | Match | Winnaar(s)         | Opmerkingen                                                | Bron  |
| --- | --- | ------------------ | ---------------------------------------------------------- | ----- |
| 1P  | Kay Lee Ray vs. Mia Yim | Kay Lee Ray        | Eén-op-één match.                                          | [ 2 ] |
| 2   | Finn Bálor vs. Ilja Dragunov | Finn Bálor         | Eén-op-één match.                                          | [ 2 ] |
| 3   | Jordan Devlin vs, Angel Garza (c) vs. Isaiah "Swerve" Scott vs, Travis Banks                                                                          | Jordan Devlin (nc) | Fatal 4-Way match voor het NXT Cruiserweight Championship. | [ 2 ] |
| 4   | DIY (Johnny Gargano & Tommaso Ciampa) vs. Moustache Mountain (Trent Seven & Tyler Bate)                                                               | DIY                | Tag Team match.                                            | [ 2 ] |
| 5   | Rhea Ripley (c) vs. Toni Storm | Rhea Ripley        | Eén-op-één match voor het NXT Women's Championship.        | [ 2 ] |
| 6   | Imperium (Walter, Fabian Aichner, Marcel Barthel en Alexander Wolfe) vs. The Undisputed Era (Adam Cole, Kyle O'Reilly, Bobby Fish en Roderick Strong) | Imperium           | 8-Man Tag Team match.                                      | [ 2 ] |